# Liste der luxemburgischen Abgeordneten zum EU-Parlament (1984–1989)
Die Liste der luxemburgischen Abgeordneten zum EU-Parlament (1984–1989) listet alle luxemburgischen Mitglieder des 2. Europäischen Parlaments nach der Europawahl in Luxemburg 1984.

## Mandatsstärke der Parteien
- SOC: 2
- LD/LDR: 1
- EVP: 3

| Nationale Partei                                   | Mandate | Fraktion                                                                                          |
| -------------------------------------------------- | ------- | ------------------------------------------------------------------------------------------------- |
| Chrëschtlech Sozial Vollekspartei (CSV)            | 3       | Fraktion der Europäischen Volkspartei (EVP)                                                       |
| Lëtzebuerger Sozialistesch Aarbechterpartei (LSAP) | 2       | Sozialistische Fraktion (SOC)                                                                     |
| Demokratesch Partei (DP)                           | 1       | Liberale und Demokratische Fraktion (LD)Liberale und Demokratische Reformfraktion (LDR) (ab 1985) |

## Abgeordnete
| Bild | MEP                     | Lebensdaten | von           | bis           | Partei | Fraktion | Anmerkungen                                              |
| ---- | ----------------------- | ----------- | ------------- | ------------- | ------ | -------- | -------------------------------------------------------- |
|      | Victor Abens            | 1912–1993   | 17. Juli 1979 | 23. Juli 1984 | LSAP   | SOC      |                                                          |
|      | Nicolas Estgen          | 1930–2019   | 24. Juli 1984 | 24. Juli 1989 | CSV    | EVP      |                                                          |
|      | Colette Flesch          | 1937        | 24. Juli 1984 | 8. Okt. 1985  | DP     | LD/LDR   | Nachrückerin: Lydie Polfer                               |
|      | Marcelle Lentz-Cornette | 1927–2008   | 24. Juli 1984 | 24. Juli 1989 | CSV    | EVP      |                                                          |
|      | Ernest Mühlen           | 1926–2014   | 24. Juli 1984 | 24. Juli 1989 | CSV    | EVP      |                                                          |
|      | Lydie Polfer            | 1952        | 9. Okt. 1985  | 24. Okt. 1989 | DP     | LDR      | nachgerückt für Colette Flesch                           |
|      | Lydie Schmit            | 1939–1988   | 24. Juli 1984 | 7. Apr. 1988  | LSAP   | SOC      | am 7. April 1988 verstorben, Nachrücker: Joseph Wohlfart |
|      | Joseph Wohlfart         | 1920–2000   | 28. Apr. 1988 | 24. Juli 1989 | LSAP   | SOC      | nachgerückt für Lydie Schmit                             |